# علي أحمد العوضي
علي أحمد العوضي (ولد في 1928 في البحرين - توفي في 13 مايو 2015 في البحرين) رجل دين وتاجر بحريني.

## النشأة والتعليم
وُلد العوضي في عام 1928 في البحرين.
أرسله والده الذي كان من علماء الدين إلى مكة المكرمة وهو صغير لينهي مرحلة دراسته الابتدائية هناك ويكمل دراسته هناك وليحضر الدروس الدينية فيها. درس أصول الشريعة الإسلامية في مدارس الفلاح في مكة المكرمة والمدينة المنورة. وقد درس على يد عمر حمدان وأبي بكر البار والمالكي.

## المسيرة المهنية
في عام 1943 عاد إلى البحرين ليبدأ حياته العملية. قام بتأسيس صيدلية البحرين في عام 1945. كما قام بتأسيس جمعية أصحاب الصيدليات (ترأس مجلس إدارتها لعدة سنوات).
شغل عضوية منظمة الدعوة الإسلامية ومجلس إدارة الأوقاف السنية. انتخب عضو بمجلس إدارة غرفة تجارة وصناعة البحرين. شارك في تأسيس البنوك الإسلامية وشركات التأمين الإسلامية في البحرين. قام بتأسيس الجمعية الخيرية وله بصمات كثيرة في دعم العمل الخيري.

### الصورة المشهورة

العوضي أثناء سيول مكة المكرمة عام 1941.

اشتهر العوضي في صورة تعود له إلى عام 1941 حين كان طالبا عمره 12 عاما ويدرس في مكة المكرمة إذ ظهر فيها وهو يقوم بالسباحة بالقرب من الكعبة المشرفة أثناء حادثة سيول مكة المكرمة آنذاك بسبب الأمطار الغزيرة التي سقطت على مكة المكرمة.
انتشرت صورته الشهيرة تلك لتضمها بعض الكتب والمواقع الإلكترونية ولتصبح ضمن ألبوم الصور النادرة الرائعة لمواسم الحج على مدى العقود الماضية.
وقد استضاف محمد العوضي في برنامج وياكم على قناة الراي الكويتية العوضي وقال سرد قصة الصورة قائلا:
ثم أضاف وهو يشير المذيع العوضي إلى أنه في آخر يوم من أيام المطر قرر مع أخيه حنيف وكل من محمد الطيب (من تمبكتو) وهاشم البار من عدن وأستاذهم عبد الرؤوف من تونس الذهاب إلى الحرم المكي للتبرك ووجدوا أن المياه غطت الحرم إلى ارتفاع تراوح بين 5 و6 أقدام تقريبا ووقف الجميع يتفرجون على المشهد حتى طرح العوضي فكرة أن يطوفوا حول البيت الحرام سباحة قائلا: «نحن البحرينيين نجيد السباحة" لكن عبد الرؤوف لا يجيد السباحة فنزل العوضي مع أخيه حنيف ومحمد الطيب وفوجئوا بعد قليل بشرطي يطلب منهم الخروج فتحدثوا معه طالبين السماح لهم بإكمال الطواف فأبلغهم بأن هذا ممنوع خوفا من أن يتعرض جزء من الحجر الأسود للسرقة بعد أن غمرته المياه واحتمال تهتك أجزاء منه بسبب المياه فالشرطي هو المسئول لذلك أصر على أن يخرجوا فيما كان كل من محمد الطيب وشخص آخر اسمه علي ثابت جالسان – كما يبدوان في الصورة – على عتبة باب الكعبة المشرفة وبقيا هناك لأنهما لم يتمكنا من إكمال السباحة في انتظار من يساعدهما على الخروج من هناك.
وعندما سأل محمد العوضي: «هل كنت تنظر إلى الكاميرا وأنت تسبح في تلك اللحظة؟» أجاب علي العوضي:

## الحياة الشخصية
متزوج وله من الأبناء ستة وهم: يوسف وصديقة وعبد الحي وعبد المجيد وعبد الحميد وعبد الرحمن.

## الوفاة
توفي في 13 مايو 2015 عن عمر ناهز 87 سنة ووري الثرى في مقبرة المنامة.